# Dr Pepper
Dr Pepper és una beguda no alcohòlica (soft drink) i carbonatada comercialitzada per Dr Pepper Snapple Group Inc., una unitat de Cadbury-Schweppes. Aquesta beguda va ser creada en la dècada de 1880 per Charles Alderton a Waco, Texas i la primera que es va servir va ser durant l'any 1885. Dr Pepper es va comercialitzar per primer cop a nivell nacional als Estats Units el 1904, i actualment també es ven a Europa, Àsia, Canadà, Mèxic, Austràlia, Nova Zelanda (com una beguda importada), Sud-àfrica (també com beguda importada), i a Amèrica del Sud. Les variants inclouen una versió sense xarop de blat de moro d'alt contingut en fructosa.

## Història
Dr Pepper va ser creada pel farmacèutic Charles Alderton, el qual treballava en una botiga anomenada Morrison. Des del seus inicis és una beguda amb el color proporcionat pel caramel però no té el gust de les begudes de cola (Coca-cola i Pepsi entre d'altres). Es tracta de la beguda soft drink més antiga (creada un any abans que la Coca-cola. Sobre l'origen del nom Pepper hi ha diverses teories una d'elles l'associa a la pepsina, altres a Charles T. Pepper.
El punt que havia de seguir a "Dr" va ser descartat, per raons d'estil, a la dècada de 1950.

## Edulcorants
Gran part de la indústria de les begudes refrescants dels Estats Units va deixar d'utilitzar el sucre sacarosa a partir de la dècada de 1980 per raons econòmiques. Com a alternativa als Estats Units, Dr Pepper i altres (com la Coca-cola) actualment utilitzen el xarop de blat de moro alt en fructosa en lloc de la sacarosa tradicionalment utilitzada i que encara es fa servir en molts altres països.

## Contingut nutritiu
355 cc de la beguda Dr Pepper contenen 150 Calories i 55 mg de sodi.